# Vivo (álbum de Premê)
Vivo é o primeiro e único álbum ao vivo do grupo paulistano Premê. Foi gravado em 1994 no Centro Cultural Monte Azul, em São Paulo, e lançado em 1996. O disco contém canções clássicas da banda, como Lava Rápido, São Paulo, São Paulo, Rubens e Saudosa Maluca, além de trazer a inédita O Trabalho e versões de outros artistas, como Brasileirinho, Killing Me Softly With His Song e Give It Away.
O álbum é predominantemente acústico. Durante a década de 1990, os álbuns do projeto Acústico MTV estavam em alta, e influenciaram diversos artistas a gravarem discos ao vivo no mesmo estilo. A gravação do disco possuía outras faixas, que não entraram na versão final.
A faixa Give It Away é um cover da banda estadunidense Red Hot Chili Peppers, pouco conhecida na época. Havia, na época, um boato de que a música na realidade seria dos paulistanos, e teria sido plagiada pelos estadunidenses.

## Lista de faixas
| N.º | Título                              | Compositor(es)                                                                   | Duração |  |
| 1.  | "Brasileirinho"                     | Waldir Azevedo                                                                   | 2:21    |  |
| 2.  | "Samba Absurdo"                     | Mário Manga                                                                      | 2:25    |  |
| 3.  | "Lowland Lullaby"                   | Melodia popular                                                                  | 2:15    |  |
| 4.  | "Lava Rápido"                       | Wandi Doratiotto                                                                 | 2:40    |  |
| 5.  | "O Destino Assim o Quis (Lencinho)" | Wandi Doratiotto                                                                 | 2:58    |  |
| 6.  | "Lua de Mel"                        | A. Marcelo Galbetti, Mário Manga, Osvaldo Luiz                                   | 3:40    |  |
| 7.  | "Carrão de Gás - Tração nas 2"      | Wandi Doratiotto, A. Marcelo Galbetti                                            | 3:32    |  |
| 8.  | "Grandes Membros"                   | Wandi Doratiotto                                                                 | 3:57    |  |
| 9.  | "Marana"                            | Mário Manga, Wandi Doratiotto                                                    | 1:55    |  |
| 10. | "Killing Me Softly"                 | Charles Fox, Norman Gimbel                                                       | 2:58    |  |
| 11. | "São Paulo, São Paulo"              | Claus Petersen, Mário Manga, A. Marcelo Galbetti, Osvaldo Luiz, Wandi Doratiotto | 3:29    |  |
| 12. | "O Trabalho"                        | Wandi Doratiotto                                                                 | 2:05    |  |
| 13. | "Saudosa Maluca"                    | Wandi Doratiotto                                                                 | 3:59    |  |
| 14. | "Introdução... Jacaré"              | Claus Petersen, A. Marcelo Galbetti, Mário Manga, Wandi Doratiotto               | 1:39    |  |
| 15. | "Coração de Jacaré"                 | Dom Jorge, J. Nunes                                                              | 3:37    |  |
| 16. | "Give It Away"                      | John Frusciante, Flea, Anthony Kiedis, Chad Smith                                | 1:31    |  |
| 17. | "Rubens"                            | Mário Manga                                                                      | 4:55    |  |

## Ficha técnica

### Premê
- Adriano Busko: vocais, pandeiro, bateria, percussão, cavaquinho
- Claus Petersen: vocais, flauta, flauta doce baixo, sax, furadeira (faixa 7), cavaquinho alto
- A. Marcelo Galbetti: vocais, violão, piano, percussão, telefone (faixa 8), cavaquinho baixo
- Mário Manga: vocais, bandolim, cello, violão, cavaquinho tenor
- Wandi Doratiotto: vocais, cavaquinho, cavaquinho soprano, performances

### Produção técnica
- Produção fonográfica: Velas Produções Artísticas e Musicais
- Idealização: Peninha Schmidt
- Produção executiva e supervisão técnica: Egídio Conde
- Engenheiros de gravação: Carlos "Aru" e Egídio Conde
- Auxiliares de palco: Luiz Leme e Julian Conde
- Mixagem: Luiz Leme e Egídio Conde
- Assistente: Adriana Higa
- Edição e Masterização: Egídio Conde
- Capa: A. Marcelo Galbetti e Adriana Higa
- Finalização gráfica: Comunicon Idéias & Imagens S/C Ltda.